# Leiocapitella glabra
Leiocapitella glabra är en ringmaskart som beskrevs av Hartman 1947. Leiocapitella glabra ingår i släktet Leiocapitella och familjen Capitellidae. Inga underarter finns listade i Catalogue of Life.